# Producte petroquímic
Els productes petroquímics són els productes químics obtinguts del petroli per refinació. Alguns compostos químics derivats del petroli també s'obtenen d'altres combustibles fòssils, com el carbó o el gas natural, o de fonts renovables com el blat de moro, la fruita de la palma o la canya de sucre. Les dues classes petroquímiques més comunes són les olefines (incloent-hi l'etilè i el propilè) i els hidrocarburs aromàtics (incloent-hi isòmers de benzè, toluè i xilè).
Les refineries de petroli produeixen olefines i hidrocarburs aromàtics mitjançant el craqueig catalític fluid de les fraccions del petroli. Les plantes químiques produeixen olefines mitjançant el craqueig amb vapor de líquids del gas natural com l'età i el propà. Els aromàtics es produeixen mitjançant el reformat catalític de la nafta. Les olefines i els aromàtics són els elements bàsics per a una àmplia gamma de materials com dissolvents, detergents i adhesius. Les olefines són la base dels polímers i oligòmers utilitzats en plàstics, resines, fibres, elastòmers, lubricants i gels.

## Característiques
La producció mundial d'etilè i propilè és d'uns 115 milions de tones i 70 milions de tones per any, respectivament. La producció d'aromàtics és d'uns 70 milions de tones. Les indústries petroquímiques més grans es troben en els Estats Units i Europa Occidental; no obstant això, el major creixement en la nova capacitat de producció es troba en Orient Mitjà i Àsia. Hi ha un important comerç petroquímic interregional.
Els productes petroquímics primaris es divideixen en cinc grups segons la seva estructura química:
- Les olefines inclouen etè, propè, butens i butadiè. L'etilè i el propilè són fonts importants de productes químics industrials i productes plàstics. El butadiè s'utilitza en la fabricació de cautxú sintètic.
- Els aromàtics inclouen benzè, toluè i xilens, íntegrament denominats BTX i principalment obtinguts de refineries de petroli per extracció del reformat produït en reformadors catalítics utilitzant nafta obtinguda de refineries de petroli. El benzè és una matèria primera pels tints i detergents sintètics, i el benzè i el toluè pels isocianats MDI i TDI utilitzats en la fabricació de poliuretans. Els fabricants utilitzen xilens per produir plàstics i fibres sintètiques.
- El gas de síntesi és una barreja de monòxid de carboni i hidrogen que s'usa per produir amoníac i metanol. L'amoníac s'usa per fer el fertilitzant. L'urea i el metanol s'usen com a solvents i productes químics intermedis. El cracking de vapor no s'ha de confondre amb les plantes de reforma de vapor utilitzades per produir hidrogen i amoníac.
- Metà, età, propà i butà obtinguts principalment de plantes de processament del gas natural.
- Metanol i formaldehid.

En 2007, les quantitats d'etilè i propilè produïdes en les craquejadores a vapor van ser d'unes 115 Mt (megatones) i 70 Mt, respectivament. La capacitat de producció d'etilè de les grans craquejadores a vapor va oscil·lar entre 1,0 i 1,5 Mt per any.
El diagrama adjacent mostra esquemàticament les principals fonts d'hidrocarburs utilitzades en la producció de productes petroquímics.

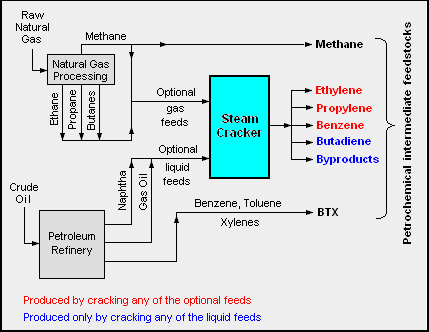
Fonts d'alimentació petroquímica

Igual que els productes químics bàsics, els productes petroquímics es fabriquen a gran escala. Les unitats de fabricació petroquímica difereixen de les plantes químiques de productes bàsics en què sovint produeixen una sèrie de productes relacionats. Compari això amb productes químics especials i productes químics fins on els productes es fabriquen en processos de lots discrets.
Els productes petroquímics es fabriquen principalment en alguns llocs de fabricació a tot el món, per exemple, a les ciutats industrials de Jubail i Yanbu a Aràbia Saudita, Texas i Louisiana en els EUA, A Teesside en el nord-est d'Anglaterra en el Regne Unit, a Rotterdam als Països Baixos. i a Jamnagar & Dahej a Gujarat, Índia. No tots els materials químics petroquímics o de productes bàsics produïts per la indústria química es fabriquen en un sol lloc, però els grups de materials relacionats sovint es fabriquen en plantes de fabricació adjacents per induir la simbiosi industrial, així com l'eficiència de materials i utilitats i altres economies d'escala. Això es coneix en la terminologia de l'enginyeria química com a fabricació integrada. Les empreses especialitzades i de química fina de vegades es troben en llocs de fabricació similars als petroquímics, però en la majoria dels casos no necessiten el mateix nivell d'infraestructura a gran escala (per exemple, canonades, emmagatzematge, ports i energia, etc.) i, per tant, es poden trobar en parcs empresarials multisectorials.
Les ubicacions de fabricació de productes petroquímics a gran escala tenen grups d'unitats de fabricació que comparteixen serveis públics i infraestructura a gran escala, com a centrals elèctriques, tancs d'emmagatzematge, instal·lacions portuàries, terminals de carreteres i ferrocarrils. En el Regne Unit, per exemple, hi ha 4 ubicacions principals per a tal fabricació: prop del riu Mersey en el nord-oest d'Anglaterra, a Humber en la costa est de Yorkshire, a Grangemouth prop del Firth of Forth a Escòcia i a Teesside com a part del Grup de la Indústria de Processos del Nord-est d'Anglaterra (NEPIC). Per demostrar l'agrupació i la integració, al voltant del 50% dels productes químics petroquímics i de productes bàsics del Regne Unit són produïts per les empreses d'agrupacions de la indústria NEPIC a Teesside.

## Història
En 1835, Henri Victor Regnault, un químic francès, va deixar el clorur de vinil al sol i va trobar un sòlid blanc en el fons del matràs que era clorur de polivinil. En 1839, Eduard Simon va descobrir el poliestirè per accident en destil·lar l'estorax. En 1856, William Henry Perkin va descobrir el primer tint sintètic, mauveïna. En 1888 Friedrich Reinitzer, un científic de plantes austríac, va observar que el benesterat de colesteril tenia dos punts de fusió diferents. En 1909 Leo Hendrik Baekeland va inventar la baquelita feta de fenol i formaldehid. En 1928 es van inventar els combustibles sintètics utilitzant el procés Fischer-Tropsch. En 1929, Walter Bock va inventar el cautxú sintètic Buna-S, que està fet d'estirè i butadiè i s'utilitza per fabricar pneumàtics d'automòbils. En 1933, Otto Röhm polimerizó el primer Metacrilat de metil de vidre acrílic. En 1935, Michael Perrin va inventar el polietilè. Després de la Segona Guerra Mundial, el polipropilè va ser descobert a principis dels anys cinquanta. En 1937, Wallace Hume Carothers va inventar el niló. En 1946, va inventar el polièster. Les ampolles de tereftalat d'etilè (PET) estan fetes d'etilè i paraxilè. En 1938, Otto Bayer va inventar el poliuretà. En 1941, Roy Plunkett va inventar el tefló. En 1949, Fritz Stastny va convertir el poliestirè en escuma. En 1965, Stephanie Kwolek va inventar el Kevlar.

## Olefines
La següent és una llista parcial de les varis productes petroquímics comercials i els seus derivats:

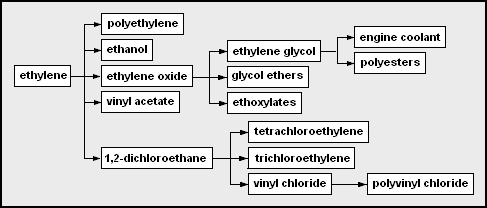
Productes químics produïts a partir d'etilè

- etilè - l'olefina més simple; Utilitzat com a matèria primera química i estimulant de la maduració.
  - polietilè - etilè polimeritzat; LDPE, HDPE, LLDPE
  - etanol - a través de la hidratació de l'etilè (reacció química agregant aigua)
  - òxid d'etilè - a través de la oxidació d'etilè[13]
    - etilenglicol - a través d'hidratació amb òxid d'etilè
      - Refrigerants - etilenglicol, aigua i barreja d'inhibidors
      - Polièsters - qualsevol de diversos polímers amb enllaços èster en la cadena principal

    - èters de glicol - a través de la condescendència de glicol
    - etoxilats

  - acetat de vinil
  - 1,2-dicloroetà
    - tricloroetilè
    - tetracloroetilè - també anomenat percloroetilè; Utilitzat com a solvent de neteja en sec i desgreixador.
    - clorur de vinil - monòmer per clorur de polivinil
      - Policlorur de vinil (PVC): tipus de plàstic utilitzat per a canonades, tubs i altres coses

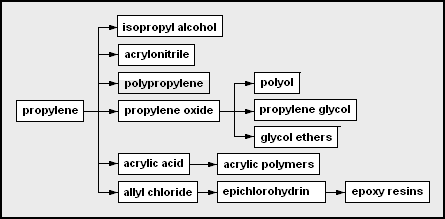
Productes químics produïts a partir de propilè

- propilè - usat com un monòmer i una matèria primera química
  - alcohol isopropílic - 2-propanol; sovint s'utilitza com un dissolvent o alcohol de fricció.
  - acrilonitril - útil com a monòmer en la formació de Orlon, ABS
  - polipropilè - propilè polimeritzat
  - òxid de propilè[14]
    - polièter poliol - utilitzat en la producció de poliuretans
    - propilenglicol: s'utilitza en el refrigerant del motor i en el líquid de desglaç dels avions
    - èters de glicol - de la condensació de glicols

  - Àcid acrílic[15][16][17]
    - polímers acrílics

  - clorur d'alil
    - epiclorhidrina - clor oxirà; utilitzat en la formació de resina epoxi
      - Resines epoxi: un tipus de cola polimeritzador de bisfenol A, epiclorhidrina i algunes amines.
- Butè
  - Isòmers de butilè - útils com a monòmers o co-monòmers
    - Isobutilè: alimentació per fer metil terc- butil èter (MTBE) o monòmer per copolimerització amb un baix percentatge de isoprè per fer cautxú de butil.

  - 1,3-butadiè (o buta-1,3-diè): un diè que s'usa sovint com a monòmer o co-monòmer per a la polimerització de elastòmers com polibutadiè, cautxú estirè-butadiè o un plàstic com el acrilonitril butadiè estirè (ABS)
    - cautxús sintètics: elastòmers sintètics fets d'un o més de diversos monòmers petroquímics (generalment) com l'1,3- butadiè, l'estirè, l'isobutilè, l'isoprè, el cloroprè; els polímers elastomèrics sovint es fabriquen amb un alt percentatge de monòmers de diè conjugat, com l'1,3-butadieno, l'isoprè o el cloroprè
- olefines superiors
  - poliolefines tals com poli-alfa-olefines, que s'utilitzen com a lubrificants
  - Alfa-olefines: s'utilitzen com a monòmers, co-monòmers i altres precursors químics. Per exemple, una petita quantitat de 1-hexè es pot copolimeritzar amb etilè en una forma més flexible de polietilè.
  - altres olefines superiors
  - alcohols detergents

## Aromàtics

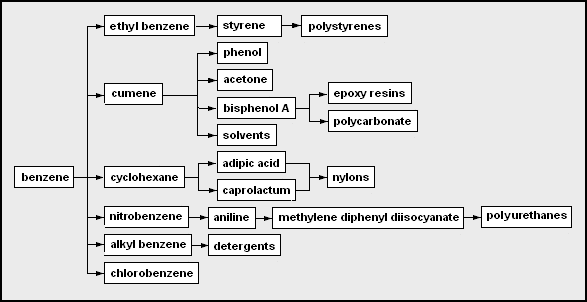
Productes químics produïts a partir de benzè

- Productes químics produïts a partir de benzè  benzè - l'hidrocarbur aromàtic més simple.
  - etilbenzè - fet de benzè i etilè
    - estirè fet per deshidrogenació d'etilbenzè; utilitzat com un monòmer
      - poliestirès - polímers amb estirè com a monòmer

  - cumè - isopropilbenzè; una matèria primera en el procés de cumè
    - fenol - hidroxibenzè; sovint fet pel procés de cumè
    - acetona - dimetil cetona; També es fa sovint pel procés de cumè
    - Bisfenol A: un tipus de fenol "doble" utilitzat en la polimerització en resines epoxi i que produeix un tipus comú de policarbonat.
      - Resines epoxi: un tipus de cola polimeritzadora de bisfenol A, epiclorhidrina i algunes amines
      - policarbonat - un polímer plàstic fet de bisfenol A i fosgeno (diclorur de carbonil)

    - dissolvents - líquids utilitzats per dissoldre materials; Exemples sovint fets de productes petroquímics inclouen etanol, alcohol isopropílic, acetona, benzè, toluè, xilens.

  - Ciclohexà: un hidrocarbur cíclic alifàtic de 6 carbonis que de vegades s'usa com a dissolvent no polar.
    - àcid adípic: àcid digues carboxílic de 6 carbonis, que pot ser un precursor usat com un co-monòmer juntament amb una vaig donar amina per formar una forma de copolímer alternant de niló.
      - Niló: tipus de poliamides, alguns són copolímers alterns formats per copolimerització de àcid dicarboxílic o derivats amb diamines.

    - caprolactama - una amida cíclica de 6 carbonis
      - Niló - tipus de poliamides, algunes d'elles són de polimerització de caprolactama

  - nitrobenzè: es pot fer mitjançant una sola nitració de benzè.
    - anilina - aminobencè
      - Diisocianat de metilè i difenil (MDI): s'utilitza com un comonòmer amb diols o poliols per formar poliuretans o amb dio o poli amines per formar poliuretans

  - alquilbenzè: un tipus general d'hidrocarbur aromàtic, que es pot usar com precursor d'un surfactant de sulfonat (detergent)
    - detergents - sovint inclouen tipus de surfactants tals com alquilbencenosulfonats i etoxilats de nonilfenol

  - clorobenzè

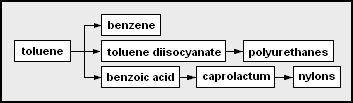
Productes químics produïts a partir de toluè

- toluè - metilbenzè; pot ser un solvent o precursor d'altres químics.
  - benzè
  - diisocianat de toluè (TDI): s'utilitza com co-monòmers amb polièter poliols per formar poliuretans o amb dio o poli amines per formar poliuretans
  - àcid benzoic - carboxibencè
    - caprolactama

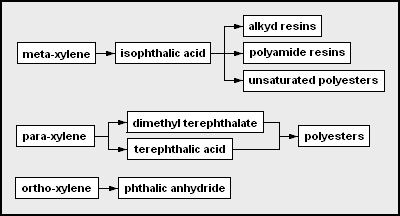
Productes químics produïts a partir de xilens

- xilens mixts: qualsevol dels tres isòmers de dimetilbencè podria ser un solvent, però més sovint és un precursor
  - σ-xilè: tots dos grups metil poden oxidar-se per formar àcid (orto) ftàlic
    - anhídrid ftàlic

  - ρ-xilè: tots dos grups metil poden oxidar-se per formar àcid tereftàlic
    - Tereftalat de dimetil : es pot copolimeritzar per formar certs polièsters
      - Polièsters : encara que pot haver-hi molts tipus, el tereftalat de polietilè està fet de productes petroquímics i és molt utilitzat.

    - àcid tereftàlic purificat - sovint copolimeritzat per formar tereftalat de polietilè
      - polièsters

  - m-xilè
    - àcid isoftàlic
      - resines alquídiques
      - Resines de poliamida
      - Polièsters Insaturats

## Llista de petroquímics
| Petroquímics | Fibres                           | Petroli | Productes químics                                                 | |
| --- | -------------------------------- | --- | ----------------------------------------------------------------- | --- |
| Matèria primera bàsica Benzè Butadiè Etilè p -Xileno Propilè Intermedis 2-etilhexanol (2-EH) Àcid acètic Acrilonitril (AN) Amoníac Ftalat de bis (2-etilhexilo) (ftalat de dioctil) n- Butè Ciclohexà Tereftalat de dimetil (DMT) Dodecilbencè Etanol Etanolamina Etoxilat 1,2-dicloroetà (diclorur d'etilè o EDC) Etilenglicol (EG) Òxid d'etilè (EO) Compost de model de formaldehid (FMC) n- hexè Alquil benzè lineal (LAB) Metanol Metil tert-butil èter (MTBE) Fenol Òxid de propilè Àcid tereftàlic purificat (PTA) Monòmer d'estirè (SM) Resina termoestable (urea / melamina) Monòmer d'acetat de vinil (VAM) | Monòmer de clorur de vinil (VCM) | Fibra acrílica Acrilonitril butadiè estirè (ABS) Acrilonitril estirè (AS) Polibutadiè (PBR) Clorur de polivinil (PVC) Polietilè (PE) Tereftalat de polietilè (PET) Poliol Polipropilè (PP) Poliestirè (PS) Estirè butadiè (SBR) Acrílic-formaldehid (AF) | Lubrificants Additius Catalitzadors Fueloil Refinació del petroli | Adhesius i Segelladors. Agroquímics Productes químics per la construcció Productes químics per al control de la corrosió. Matèries primeres cosmètiques Productes químics i materials electrònics. Aromes fragàncies, additius alimentaris. Medicaments Productes químics especialitzats i industrials. Gasos especials i industrials. Tintas, tints i consumibles de impremta. Embalatges, ampolles i envasos. Pintures, recobriments i resines. Additius polimèrics Química especialitzada i ciències de la vida. Tensioactius i agents de neteja. |